# Petinha-das-rochas
Petinha-das-rochas (Anthus crenatus) é uma espécie de ave da família Motacillidae.
Pode ser encontrada nos seguintes países: Lesoto e África do Sul.
Os seus habitats naturais são: campos rupestres subtropicais ou tropicais.